# Herpetoichthys fossatus
Herpetoichthys fossatus är en fiskart som först beskrevs av Myers och Wade, 1941.  Herpetoichthys fossatus ingår i släktet Herpetoichthys och familjen Ophichthidae. IUCN kategoriserar arten globalt som livskraftig. Inga underarter finns listade i Catalogue of Life.